# Ergasilus coatiarus
Ergasilus coatiarus is een eenoogkreeftjessoort uit de familie van de Ergasilidae. De wetenschappelijke naam van de soort is voor het eerst geldig gepubliceerd in 1998 door Araujo & Varella.